# Legousia julianii
Legousia julianii là loài thực vật có hoa trong họ Hoa chuông. Loài này được (Batt.) Briq. mô tả khoa học đầu tiên năm 1931.